# یواس‌اس پومپانو (اس‌اس-۴۹۱)
یواس‌اس پومپانو (اس‌اس-۴۹۱) (به انگلیسی: USS Pompano (SS-491)) یک زیردریایی بود که طول آن ۳۱۱ فوت ۸ اینچ (۹۵٫۰۰ متر) بود. این زیردریایی در سال ۱۹۴۵ ساخته شد.